# Pánikszoba (film)
A Pánikszoba (eredeti cím: Panic Room) 2002-ben bemutatott amerikai thriller David Fincher rendezésben. A főbb szerepben Jodie Foster, Forest Whitaker, Jared Leto, Dwight Yoakam és Kristen Stewart látható. A forgatókönyv volt a középpontjában annak a kínálat-háborúnak a stúdiók között, mely végül a Columbia Pictures javára dőlt el, egymillió dollárért.[forrás?]

## Cselekmény
Miután Meg Altman (Jodie Foster) elvált férjétől Steven Altman-től (Patrick Bauchau), lányával Sarah-val (Kristen Stewart) új lakásba költöznek New York-ban. Nem messze a volt férjtől vesz egy hatalmas alapterületű, négyszintes lakást, amiben saját lift is van. Eme sorházi lakás azonban nem egy tipikus lakás, mivel tartalmaz egy egyedi funkcióval rendelkező helyiséget a megszokott hierarchikus felépítésű szobák mellett. Ez a pánikszoba. Egy menedék, mely biztonságot, túlélést nyújt minden esetben. Meg a lakás megtekintésekor rosszul érzi magát ebben a szobában a bezártság miatt, de amikor három férfi az éj közepén betör a házukba, mégis megfelelő menedékként szolgál saját maga és lánya számára. A ház be van kamerázva, így mindent nyomon követhetnek, ami a házban történik. Ezen kívül minden túlélőfelszerelés megtalálható a helyiségben. A telefon külön hálózatra van kapcsolva, és a berendezés még áramszünet idején is működik, mivel saját akkumulátorral rendelkezik. Kezdetben egy kihangosítón keresztül Meg kéri a betörőket, hogy távozzanak, mert kihívta a rendőrséget (a betörők válaszát nem hallja, mert mikrofon nincs a külső helyiségekben). A betörők nem számítottak rá, hogy bárki is lesz a lakásban (Meg és Sarah az előző napon költöztek be), de a konyhában korábban elvágták a telefon kábelét, így tudják, hogy a telefonhívás nem történt meg. Ennél is rosszabb, hogy pont abba a szobába kellene bejutniuk, mert ott van elrejtve az a több milliós érték, ami miatt jöttek, amit az előző tulajdonos hagyott ott. A rablók egyike, Burnham (Forest Whitaker) építette a pánikszobát, mert ezzel foglalkozik, így mindent tud ezekről a helyiségekről. Rájönnek, mivel nem tudnak bemenni, ki kell csalogatni őket a szobából. Gázt engednek be a szobába, de amikor a bent lévők fulladozni kezdenek tőle, Meg meggyújtja a gázt, a keletkező tűz a csővezetéken keresztül kijut a helyiségből és az egyik betörő karját leégeti. Meg, mikor a betolakodók éppen vitatkoznak valamin és nem figyelnek, kirohan és beviszi a szobába a mobiltelefonját. Azonban mivel a hely acélburkolattal is el van látva, nincs térerő, így a mobil nem működik. Kihúzzák a szobában lévő telefont, és csatlakoztatják egy külső telefonkábelhez. Ez működik, Meg először felhívja a 911-et, majd a férjét, és segítséget kér, de nem tudja végigmondani, mert közben a betörők a pincében egy baltával tönkrevágják szinte a ház egész elektromos hálózatát, de a kamerák felvételeit mutató televíziók működnek. Sarah a túlélőkészletben lévő zseblámpával S.O.S jeleket villant a szemközti lakó ablakára (egy szellőzőnyíláson keresztül). Azonban a lakó egyszerűen behúzza a függönyt, hogy ne zavarja a villogó fény. A dolgokat súlyosbítja, hogy Sarah cukorbeteg, és mivel nem tud mit enni, kezd rosszul lenni. Eközben a betörők egymás ellen fordulnak, mert Junior, aki kitervelte a rablást, belátja, hogy nem tudnak bejutni a szobába és el akar menni a helyszínről, hogy másokra bízza a feladatot. A magával hozott alkalmi társ, Raoul (Dwight Yoakam) azonban gyilkolni is képes, hangtompítós pisztolyával lelövi a távozni készülő Junior-t (Jared Leto). Ekkor beállít a rémült férj. Elkapják, és Raoul véresre veri a nő szeme láttára, Burnham pedig közben integet a nőnek, hogy nyissa ki az ajtót. Sarah-ra ekkor jön rá a roham. Szüksége van a megszokott gyógyszerére, mégpedig gyorsan. Meg úgy látja, hogy a volt férje az ágyon fekszik mozdulatlanul, a másik betörő pedig társa élettelen testét vonszolja lefelé a lépcsőn. Meg ezért úgy dönt, kimegy és behozza a gyógyszert. Csakhogy ez egy csapda volt, Raoul felvette a férj kabátját, és ő maradt fenn Steven helyett, így Burnham és Raoul bejutnak a szobába Sarah mellé. Burnham és Raoul magukra zárják az ajtót, aminek során Raoul keze az ajtónyílásba préselődik. Nem jöhetnek ki, mert a dulakodásban a pisztoly a nőnél maradt. Megnek még az ajtó záródása előtt sikerült belöknie az orvosságot. Megkéri őket, hogy adják be az injekciót Sarah-nak, amit Burnham meg is tesz. Sarah jobban lesz, és titokban magánál tartja az orvosságos dobozt, amiben még néhány fecskendő található. Kiderül, hogy a férj kihívta a rendőrséget a zavaros hívás után. A rendőrök gyanakszanak, hogy betörők lehetnek a házban, de Megnek sikerül őket leráznia. A pánikszobában Burnham megfúrja a padlóba rejtett páncélszekrény kombinációs zárját, és megtalálja az összesen 22 millió dollár értékű kötvényeket, amiket még az előző lakó helyezett el. Meg eközben egy kalapáccsal szétveri a kamerákat, hogy ne lássák, hol van. A pisztolyt odaadja Stevennek, akinek az egyik karját eltörték a betörők, és olyan fájdalmai vannak, hogy nem tud felállni a székből.
Mivel megvan, amiért jöttek, a rablók Sarah-val együtt lejönnek az emeletről, ahol egyenesen a pisztoly csövével néznek szembe. Steven követeli, hogy engedjék el a lányát. Burnham megtenné, mert ő nem gonosz, de Raoul nem engedi. Ekkor Meg előjön rejtekéből, és egy kalapáccsal oldalról fejbe üti Raoult, aki lezuhan az emeletről. Burnham menekülőre fogja, de Raoul nem hal meg, rátámad a családra, Sarah hiába szurkálja az injekciós tűvel anyja védelmében, Raoul fojtogatni kezdi a nőt, majd egy kalapáccsal fejbe akarja vágni. Burnham az utolsó pillanatban lövi le Raoult, leteszi a fegyvert, majd gyorsan távozik a kert felé. A rendőrség és a kommandósok ekkor állítanak be, és elfogják Burnhamet, amikor a kerítésen akar átmászni.
Meg és Sarah egy parkban a padon üldögélnek és a lakáshirdetéseket böngészik egy újságban.

## Szereposztás
| Szerep                   | Színész             | Magyar hangja (1. szinkron, 2002) |
| ------------------------ | ------------------- | --------------------------------- |
| Meg Altman               | Jodie Foster        | Ráckevei Anna                     |
| Sarah Altman             | Kristen Stewart     | Nemes Takách Kata                 |
| Burnham                  | Forest Whitaker     | Gesztesi Károly                   |
| Raoul                    | Dwight Yoakam       | Mikula Sándor                     |
| Junior                   | Jared Leto          | Király Attila                     |
| Steven Altman            | Patrick Bauchau     | Barbinek Péter                    |
| Lydia Lynch              | Ann Magnuson        | Szirtes Ági                       |
| Evan Kurlander           | Ian Buchanan        | Forgács Gábor                     |
| Alvó szomszéd            | Andrew Kevin Walker | nem szólal meg                    |
| Keeney rendőrtiszt       | Paul Schulze        | Megyeri János                     |
| Morales rendőrtiszt      | Mel Rodriguez       | ?                                 |
| Stephan barátnője (hang) | Nicole Kidman       | ?                                 |